# Ricardinho (ur. czerwiec 1976)
Ricardinho, właśc. Ricardo Alexandre dos Santos (ur. 24 czerwca 1976 w Passos) – brazylijski piłkarz, występujący podczas kariery na pozycji ofensywnego pomocnika.

## Kariera klubowa
Ricardinho karierę piłkarską rozpoczął w klubie Cruzeiro EC w 1994. Z Cruzeiro czterokrotnie zdobył mistrzostwo stanu Minas Gerais – Campeonato Mineiro w 1994, 1996, 1997, 1998, dwukrotnie Copa do Brasil w 1996 i 2000, Copa Libertadores 1997 oraz Recopa Sudamericana w 1997. W Cruzeiro 6 listopada 1994 w zremisowanym 1-1 meczu z Bragantino Bragança Paulista Ricardinho zadebiutował w lidze brazylijskiej. W latach 2002–2006 występował w Japonii w klubach Kashiwa Reysol i Kashima Antlers.
W J-League rozegrał 64 spotkania, w których strzelił 5 bramek. Po powrocie do Brazylii został ponownie zawodnikiem Cruzeiro. Ostatnim klubem karierze Ricardinho było Corinthians São Paulo, w którym zakończył karierę w 2007.
W Corinthians 25 sierpnia 2007 przegranym 0-3 meczu z Cruzeiro po raz ostatni wystąpił w lidze. Ogółem w latach 1994–2007 w lidze brazylijskiej wystąpił w 154 meczach, w których strzelił 17 bramek.

## Kariera reprezentacyjna
Jedyny raz w reprezentacji Brazylii Ricardinho wystąpił 18 grudnia 1996 w wygranym 1-0 towarzyskim meczu z reprezentacją Bośni i Hercegowiny.